# Potelle
Potelle é uma comuna francesa na região administrativa de Altos da França, no departamento do Norte. Estende-se por uma área de 4.04 km². Em 2010 a comuna tinha 416 habitantes (densidade: 103 hab./km²).